# Thượng Phục Hưng

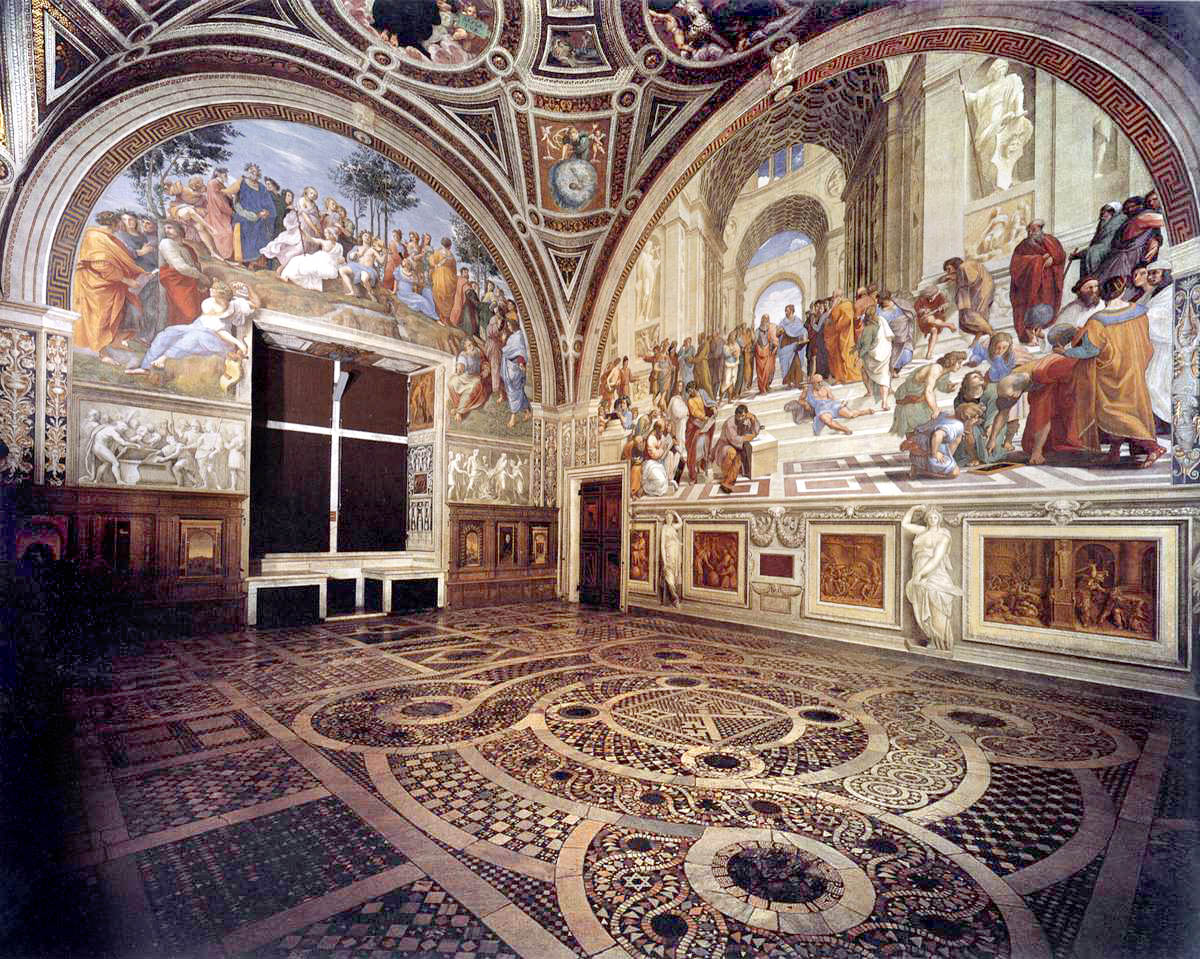
Các bức bích họa trong Dãy phòng Raffaello của Điện Tông tòa ở Vatican, do Giáo hoàng Giuliô II ủy nhiệm cho Raffaello và xưởng vẽ của ông thực hiện.

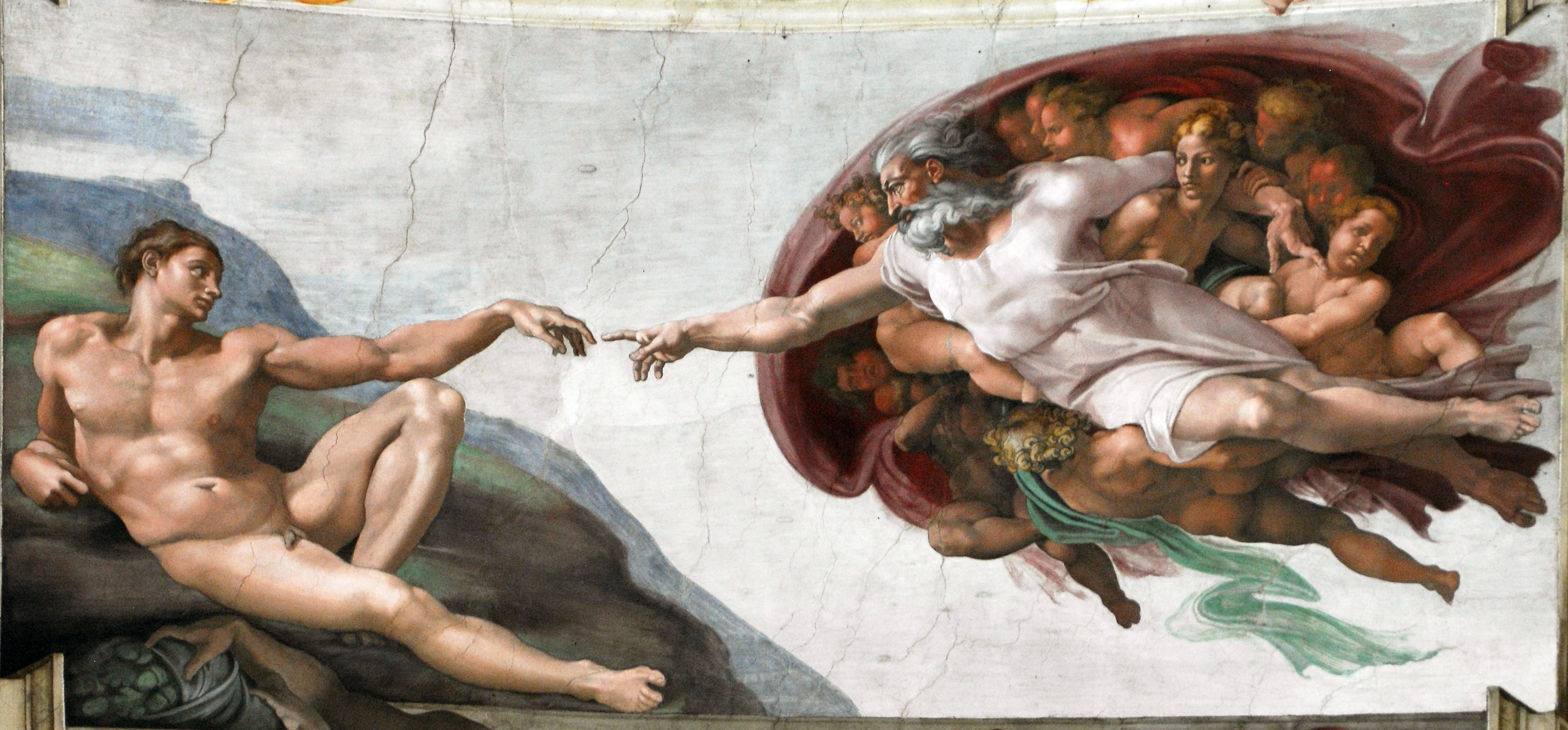
Sự tạo dựng Adam, một cảnh từ trần nhà nguyện Sistina của Michelangelo (khoảng 1508–1512), được ủy nhiệm bởi Giáo hoàng Giuliô II

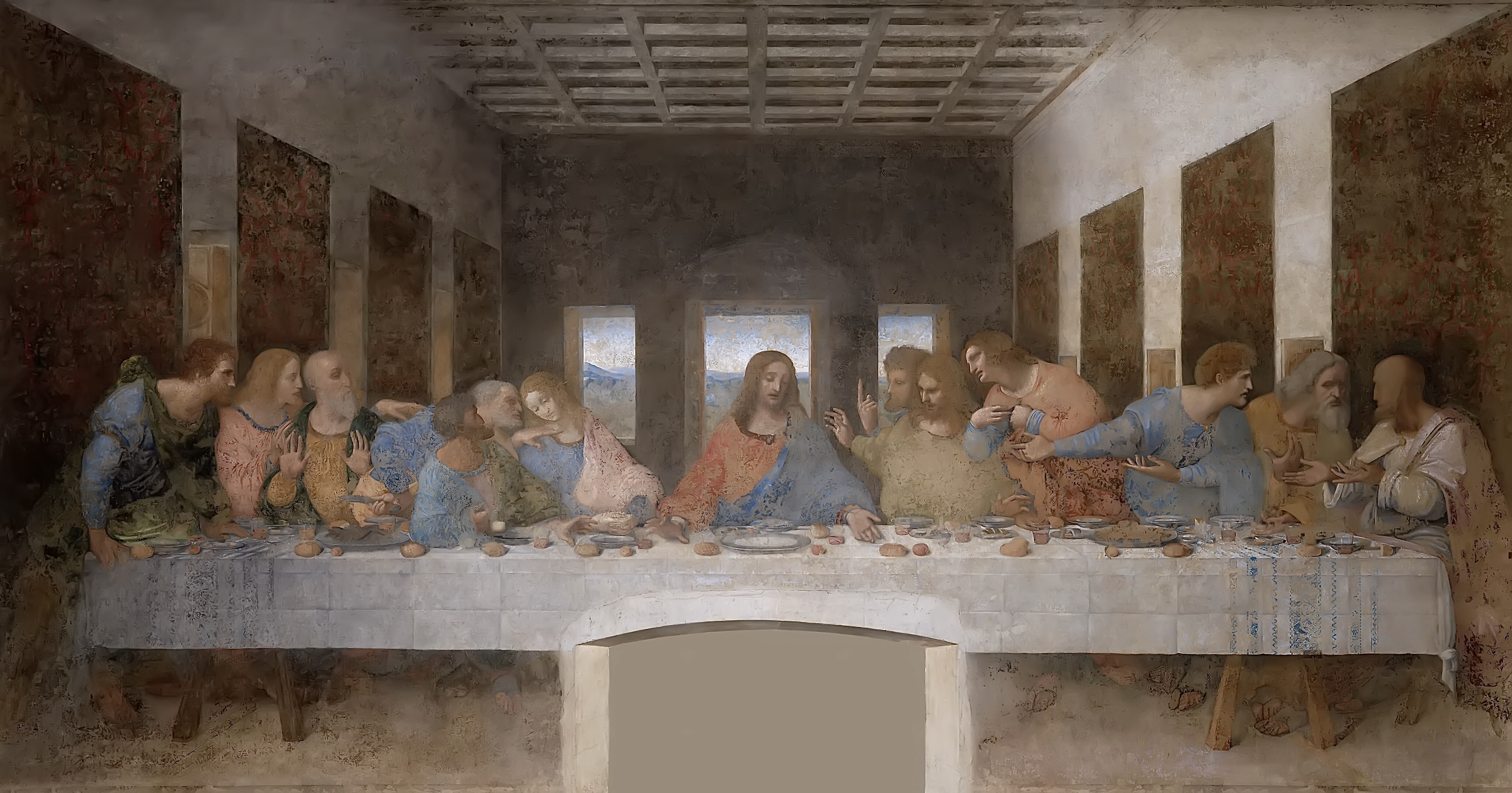
Bữa tối cuối cùng, bức tranh tường của Leonardo da Vinci

Trong lịch sử nghệ thuật, Thượng Phục Hưng (tiếng Ý: Alto Rinascimento, tiếng Pháp: Haute Renaissance, tiếng Anh: High Renaissance) hay thời kỳ Phục Hưng đỉnh cao là giai đoạn ngắn ngủi mà trong đó sản sinh ra một lượng đồ sộ những kiệt tác nghệ thuật ngoạn mục ở các thành bang của Ý, đặc biệt là tại Roma, thủ đô của Vương quốc Giáo hoàng và ở Firenze, cái nôi khai sinh của nền Phục hưng Ý. Hầu hết các nhà sử học nghệ thuật đều cho rằng thời kỳ hoàng kim này bắt đầu vào khoảng năm 1495 hoặc 1500 và kết thúc vào năm 1520 với cái chết bất ngờ của Raffaello, mặc dù một số khác nói rằng Thượng Phục Hưng chấm dứt vào khoảng năm 1525, hoặc vào năm 1527 với sự kiện Cướp phá thành Roma do quân đội Karl V của Thánh chế La Mã, hoặc khoảng năm 1530 (xem phần tiếp theo để biết luận điểm cụ thể của các nhà sử học nghệ thuật). Những vị đại nghệ sĩ nổi tiếng nhất về hội họa, điêu khắc và kiến trúc của thời Phục Hưng đỉnh cao bao gồm Leonardo da Vinci, Michelangelo và Raffaello, và Bramante. Trong những năm gần đây, việc sử dụng thuật ngữ này thường xuyên bị một số sử gia nghệ thuật hàn lâm chỉ trích vì đơn giản hóa quá trình phát triển nghệ thuật, bỏ qua bối cảnh lịch sử và chỉ tập trung vào một số tác phẩm mang tính biểu tượng.

## Kiến trúc

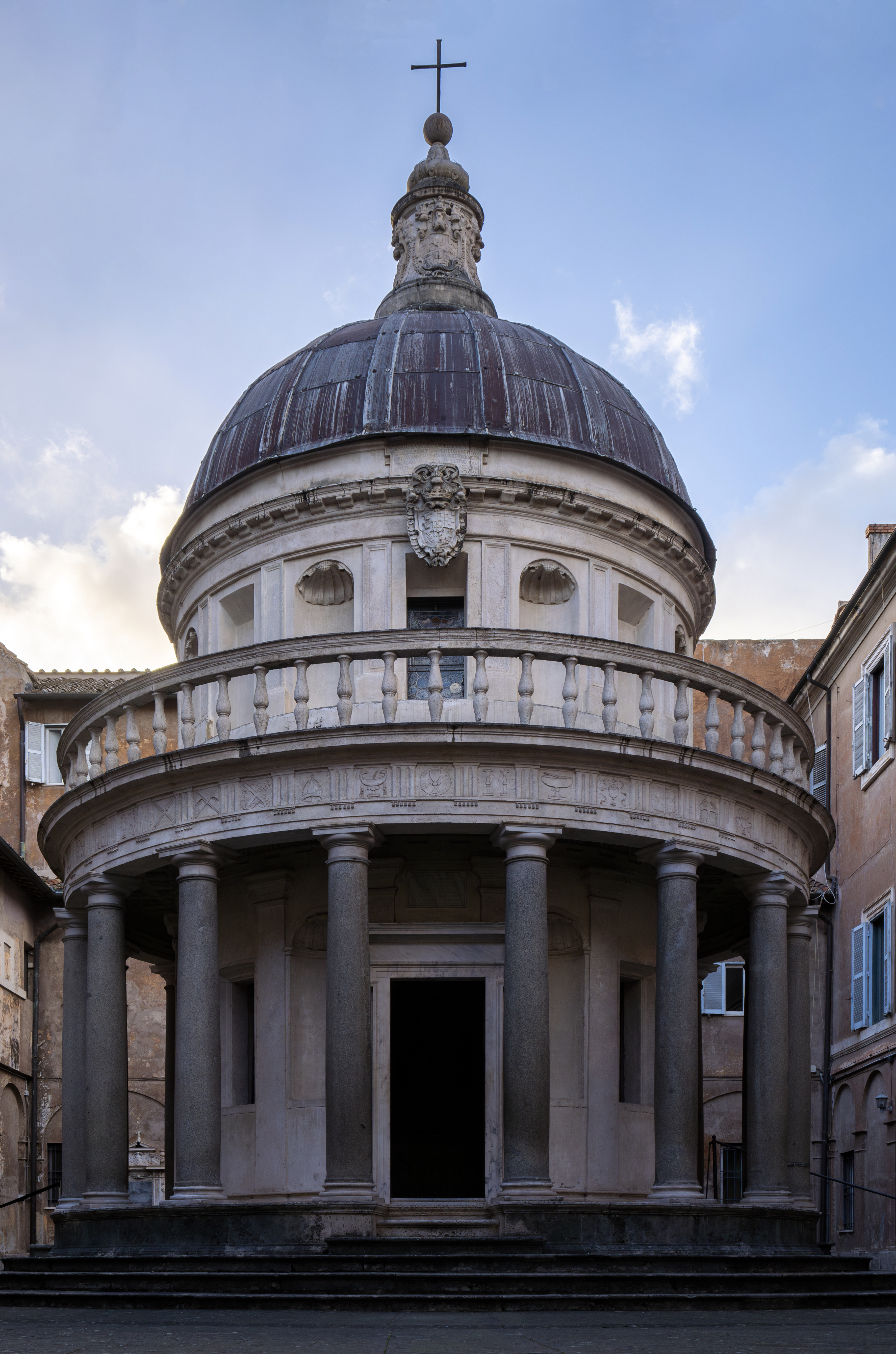
Đền Tempietto do Bramante thiết kế 1502, ở nhà thờ Thánh Phêrô tại Montorio, Roma

## Hội họa

Nàng Mona Lisa hoặc La Gioconda của Leonardo da Vinci (1503–05/07) trong bảo tàng Louvre tại Paris.

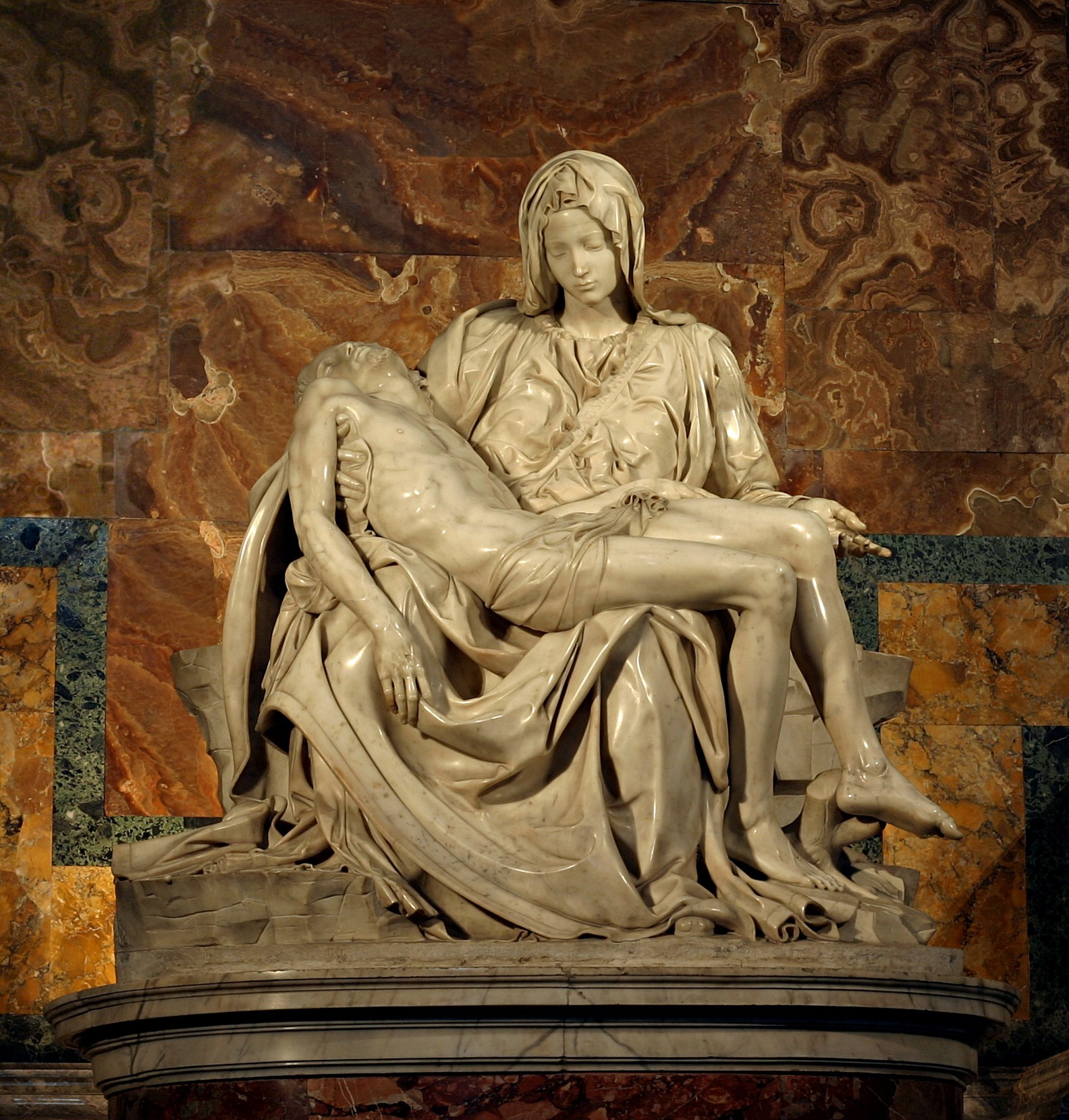
Đức Mẹ sầu bi của Michelangelo, 1498–99.